# Проволока смерти

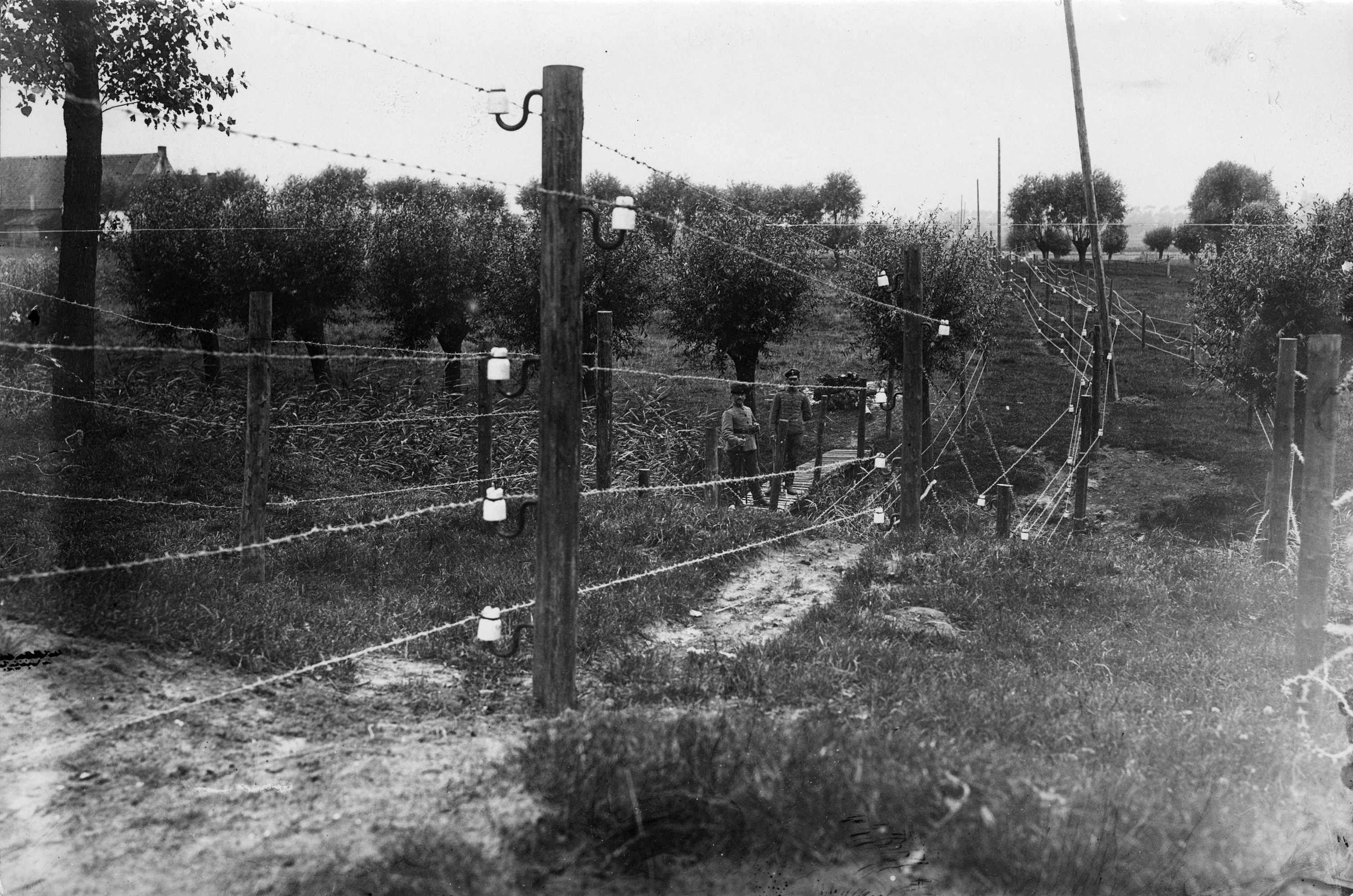
«Проволока смерти» в районе Слёйса, Зеландия.

«Проволока смерти» (нидерл. De Draad) — электрический проволочный барьер, установленный германскими оккупантами, во время Первой мировой войны, на территории Бельгии, вдоль границы между почти полностью оккупированной ими Бельгией и нейтральными Нидерландами. 
В германских официальных документах это заграждение носило наименование Grenzhochspannungshindernis (пограничное заграждение высокого напряжения).
Проволочное заграждение находилось под смертельным для человека напряжением и предназначалось в первую очередь для предотвращения бегства из Бельгии не желавших оставаться под германской оккупацией. Кроме того, проволочное заграждение должно было препятствовать отправке шпионских донесений из оккупированных бельгийских территорий в центры союзнической разведки в Нидерландах и движению контрабанды. По оценкам, «проволока смерти» стала причиной гибели сотен людей, однако пересечь её тем или иным образом сумели тысячи. После окончания войны она была довольно быстро демонтирована.